# Monodelphis
Monodelphis — рід сумчастих ссавців родини Опосумові (Didelphidae).

## Опис
Вони характеризуються подовженим загостреним рилом і рідко волосистим хвостом, який завжди коротший, ніж тіло. Колір покриття змінюється залежно від виду від червонувато-коричневого до темно-сірого, деякі тварини мають 1 або 3 темні смуги на спині. Ці тварини досягають довжини тіла 11-22 см, довжина хвоста 5-9 см і вага від 25 до 150 грамів.

## Поширення
Їх діапазон поширення простирається від Панами до півночі Аргентини. Їх місце існування, насамперед, луки або ліси. 

## Звички
Хоча вони можуть піднятися на дерево, вони живуть в основному на землі. Ведуть сутінковий або нічний спосіб життя; сплять в порожнистих стовбурах дерев, тріщинах і рідкісно в гніздах на деревах. Як і більшість опосумів вони одинаки, які уникають контакту з іншими особинами за межами шлюбного сезону.
Вони вважаються кваліфікованими мисливцями, але всеїдні. У їх раціон включає дрібних хребетних, комах, павуків, скорпіонів і падло, а також насіння і плоди.

## Життєвий цикл
Самиці мають від 11 до 17 соски, і не мають мішка. Період вагітності складає від 14 до 15 днів, народжується від 5 до 12, іноді до 16 дитинчат. Вони годуються молоком приблизно два місяці й досягають статевої зрілості в чотири-п'ять місяців. За сприятливих умов вони можуть давати потомство до чотирьох разів на рік, але тривалість їх життя така мала, що вони часто народжують тільки один раз у своєму житті. Більшість тварин живуть рік чи два. Найбільший відомий вік в неволі чотири роки.

## Види
- Monodelphis adusta (Thomas, 1897)
- Monodelphis americana (Müller, 1776)
- Monodelphis brevicaudata (Erxleben, 1777)
- Monodelphis dimidiata (Wagner, 1847)
- Monodelphis domestica (Wagner, 1842)
- Monodelphis emiliae (Thomas, 1912)
- Monodelphis glirina (Wagner, 1842)
- Monodelphis handleyi (Solari, 2007)
- Monodelphis iheringi (Thomas, 1888)
- Monodelphis kunsi (Pine, 1975)
- Monodelphis maraxina (Thomas, 1923)
- Monodelphis osgoodi (Doutt, 1938)
- Monodelphis palliolata (Osgood, 1914)
- Monodelphis rubida (Thomas, 1899)
- Monodelphis scalops (Thomas, 1888)
- Monodelphis sorex (Hensel, 1872)
- Monodelphis theresa (Thomas, 1921)
- Monodelphis umbristriata (Miranda-Ribeiro, 1936)
- Monodelphis unistriata (Wagner, 1842)